# Anoectangium lineare
Anoectangium lineare är en bladmossart som beskrevs av Brotherus 1902. Anoectangium lineare ingår i släktet Anoectangium och familjen Pottiaceae. Inga underarter finns listade i Catalogue of Life.